# Левицька Марія Яківна
Марія Яківна Левицька (? — ?) — українська радянська діячка, ланкова колгоспу імені Ворошилова Новоукраїнського району Кіровоградської області. Депутат Верховної Ради СРСР 3-го скликання.

## Життєпис
Народилася в селянській родині.
На 1935 рік — голова колгоспу імені Ворошилова Новоукраїнського району Одеської області. Обиралася делегатом Другого Всесоюзного з'їзду колгоспників-ударників у лютому 1935 року в Москві.
На 1950 рік — ланкова колгоспу імені Ворошилова селища Новоукраїнка Новоукраїнського району Кіровоградської області.